# Edin Mujčin
Edin Mujčin (* 14. leden 1970) je bývalý bosenský fotbalista.

## Reprezentační kariéra
Edin Mujčin odehrál za bosenský národní tým v letech 1997–2002 celkem 24 reprezentačních utkání a vstřelil v nich 1 gól.

## Statistiky
| Bosna a Hercegovina | Bosna a Hercegovina | Bosna a Hercegovina |
| Roky                | Záp.                | Góly                |
| ------------------- | ------------------- | ------------------- |
| 1997                | 4                   | 1                   |
| 1998                | 5                   | 0                   |
| 1999                | 6                   | 0                   |
| 2000                | 3                   | 0                   |
| 2001                | 4                   | 0                   |
| 2002                | 2                   | 0                   |
| Celkem              | 24                  | 1                   |